# Иноуэ, Наоя
Наоя Иноуэ (англ. Naoya Inoue яп. 井上 尚弥, 10 апреля 1993, Дзама, Япония) — непобеждённый японский боксёр-профессионал, выступающий в первой наилегчайшей, второй наилегчайшей, легчайшей и второй легчайшей весовых категориях.
Действующий абсолютный чемпион мира во 2-м легчайшем весе (2023—н.в.) по версиям WBO (2023—н.в.), WBC (2023—н.в.), IBF (2023—н.в.), WBA (2023—н.в.), The Ring (2023—н.в.). Бывший абсолютный чемпион мира в легчайшем весе (2022—2023) по версиям WBA (2018—2023), IBF (2019—2023), WBC (2022—2023), WBO (2022—2023), The Ring (2019—2023). Бывший чемпион мира в 1-м наилегчайшем весе по версии WBC (2014), во 2-м наилегчайшем весе по версии WBO (2014—2018). Чемпион Азии по версии OPBF (2013), чемпион Японии (2013) в 1-м наилегчайшем весе.
Победитель Всемирной боксёрской суперсерии (2019). Обладатель наград «Боксёр года» (2023), «Бой года» (2019) и «Нокаут года» (2018) по версии журнала The Ring. Лучший боксёр вне зависимости от весовой категории по версии журнала «The Ring» (10 июня 2022 — 25 августа 2022). Боксёр года по версии BWAA, ESPN, Boxing Social, BoxingNews24 (2023).
В целом, победил 22 боксёра в боях за титул чемпиона мира в четырех весовых категориях. Второй в истории боксёр, завладевший 4 основными титулами в двух весовых категориях. Один из трёх японских боксеров, ставших чемпионами мира в четырёх весовых категориях. Брат боксёра Такума Иноуэ.

## Биография
Наоя Иноуэ родился 10 апреля 1993 года в городке Дзама неподалеку от японской столицы Токио. Мальчик рос в многодетной семье с младшими братом Такумой и сестрой Харукой. Их отец Синго Иноуэ, бывший боксер, мечтал, чтобы сыновья пошли по его стопам. Так и случилось: глава семейства лично тренировал мальчиков с раннего детства. Иноуэ-старший готовил не просто боксеров, а универсальных солдат: тренировки включали пробежки по песку, горам и лестницам, ходьбу на руках, плавание, лазание по канату, психологическую подготовку и многие другие упражнения. Такие тренировки под руководством отца однозначно пошли на пользу спортсмену. Как позже признавался сам Наоя, отцовский подход к спорту заложил в нем фундамент и приспособил к тем серьезным нагрузкам, которые встретились ему на пути профессионального спортсмена. Первые выступления Наоя пришлись на 2009 год. Сначала японец выиграл первенство Японии среди кадетов, а затем, спустя год принял решение начать любительскую карьеру в юношеских турнирах.

## Любительская карьера
В 2010 году Иноуэ завоевал бронзовую медаль на юношеском чемпионате Азии по боксу, выступая в весовой категории до 49 кг. В 2010 году принял участие на юношеском чемпионате мира, в котором проиграл в третьем отборочном бою, кубинцу, Йосвани Вейтии. В 2011 году принял участие на чемпионате мира в Баку для взрослых, в третьем кругу снова встретился с Йосвани Вейтием и снова проиграл, но уже в более конкурентном противостоянии.
В 2012 году занял 2-е место на Азиатском олимпийском квалификационном турнире в Астане, победив киргиза Асылбека Назаралиева (за явным преимуществом) и таджика Асрора Вохидова (21:16), уступив в финале хозяину соревнований казахстанцу Биржану Жакыпову (11:16). Эта неудача не позволила ему принять участие в Олимпийских играх.
Всего на любительском ринге одержал 75 побед (48 досрочно), потерпел 6 поражений.

## Профессиональная карьера

### Первый наилегчайший вес
2 ноября 2012 года провёл первый поединок на профессиональном ринге, выиграл нокаутом в 4 раунде у Крисона Омаяо из Филиппин.
Выиграв следующие два поединка нокаутом, сперва в первом раунде нокаутировал Нгаопраяна Чуватана (9-10-0) из Таиланда, а затем Юки Сано (17-2-4) в 10 раунде.
В четвёртом бою победил по очкам соотечественника Рёити Тагути (18-1), и завоевал титул чемпиона Японии в весовой категории до 49 кг.
6 декабря 2013 года в 5-м поединке, нокаутировал филиппинца Джерсона Мансио, и завоевал титул чемпиона Азии по версии OPBF.

#### Чемпионский бой с Адрианом Эрнандесом
Уже в шестом поединке на профессиональном ринге Иноуэ встретился с чемпионом мира, мексиканцем, Адрианом Эрнандесом, которого нокаутировал в 6-м раунде и Наоя в 20-летнем возрасте стал новым чемпионом мира по версии WBC, в весовой категории до 49 кг.
Провёл одну защиту, нокаутировав в 11 раунде Самартлека Кокитджима из Таиланда.

### Второй наилегчайший вес

#### Чемпионский бой с Омаром Андрессом
30 декабря 2014 года нокаутировал во 2-м раунде Омара Андреса Нарваэса и завоевал титул чемпиона мира во второй наилегчайшей весовой категории по версии WBO. Иноуэ установил рекорд — стал чемпионом мира в двух весах в восьмом поединке (в июне 2016 года украинец Василий Ломаченко побил этот рекорд, став чемпионом за 7 боёв).
29 декабря провёл первую защиту выиграв нокаутом во втором раунде у филиппинца Варлито Парренаса.
Последовательно провёл две защиты по очкам: прошел мексиканца Давида Кармона и нокаутировал тайца Каруна Йарупианлерда.
30 декабря 2016 года нокаутировал в 6-м раунде экс-чемпиона мира во 2-м наилегчайшем весе, японца Кохэя Коно.
21 мая 2017 года нокаутировал в 3-м раунде мексиканца Рикардо Родригеса.
9 сентября 2017 года досрочно победил американца Антонио Ниевеса. После 6-го раунда угол Ниевеса отказался от продолжения боя.
30 декабря 2017 года нокаутировал в 3-м раунде француза Йоанна Бойо.

### Легчайший вес

#### Чемпионский бой с Джейми Макдоннеллом
25 мая 2018 года встретился с регулярным чемпионом мира в легчайшем весе по версии WBA британцем Джейми Макдоннеллом. Одержал победу техническим нокаутом в первом же раунде. Таким образом, Иноуэ стал чемпионом мира в третьей весовой категории.

### Участие в турнире World Boxing Super Series
После победы над Макдоннеллом объявил, что примет участие во 2-м сезоне Всемирной боксёрской суперсерии.

#### Четвертьфинал. Бой с Хуаном Карлосом Пайано
7 октября, в рамках четвертьфинала турнира, нокаутировал в 1-м раунде экс-чемпиона мира в легчайшем весе доминиканца Хуана Карлоса Пайано.

#### Полуфинал. Объединительный бой с Эммануэлем Родригесом
18 мая 2019 года нокаутировал во 2-м раунде чемпиона мира по версии IBF не имеющего поражений пуэрториканца Эммануэля Родригеса.

#### Финал. Объединительный бой с Нонито Донэром
7 ноября 2019 года встретился с чемпионом по версии WBA в легчайшем весе филиппинцем Нонито Донэром. Оба боксёра обменивались ударами в первой половине боя. Во 2 раунде Иноуэ пропустил хук слева, после чего у него появилось и рассечение правого надбровья и трещины в орбитальной кости правого глаза. В конце 5 раунде Иноуэ потряс Донэра, но не успел развить атаку из за гонга. В 11 раунде Иноуэ отправил Донэра в нокдаун левым хуком в печень, но тот сумел подняться на счёт 9. В итоге Иноуэ победил единогласным решением судей. Бой был признан боем года по версии журнала The Ring.

#### Бой с Джейсоном Молони
31 октября 2020 года встретился с бывшим претендентом на титул чемпиона мира в легчайшем весе австралийцем Джейсоном Молони. В шестом раунде Иноуэ удалось отправить Молони в нокдаун. В конце 7-го раунда японец провел правый прямой в голову соперника, снова отправив соперника в нокдаун. В этот раз австралиец не смог оправиться от удара, и рефери зафиксировал нокаут.

#### Бой с Майклом Дасмаринасом
19 июня 2021 года в Лас Вегасе (США) встретился с обязательным претендентом по версии IBF филиппинцем Майклом Дасмаринасом. На кону боя был так же полноценный титул WBA Super. Первый раунд прошел в активной разведке от чемпиона, где он поработал джебом, удачно отметился парой боковых. Филиппинский претендент был активен на ногах отирая спиной канаты и изредка постреливая одиночными. Во втором раунде Наоя выдал красивую комбинацию с левым в печень, филиппинец взял колено, он смог встать, отбегать оставшийся раунд. В третьей отрезке за 30 секунд до конца Иноуэ снова срубает мощным левым в печень Дасмаринаса, после возобновления боя ситуация повторяется и уже рефери останавливает поединок.

#### Бой с Араном Дипаеном
14 декабря 2021 года на Арене Kokugikan в Токио защитил свои титулы WBA Super и IBF в легчайшем весе (до 53,5 кг) нокаутировав в 8 раунде тайца Арана Дипаена. Бой носил односторонний характер с выживанием претендента. С первого раунда таец ушел в глухую защиту, однако чемпион не стал форсировать события дав Дипаену разок пойти в атаку и обострить поединок. На большее тайца не хватило. В 8 раунде после левого бокового Дипаен упал в нокдаун, смог встать, но тут же пропустил ещё один боковой и был снят рефери.

#### Объединительный бой с Нонито Донэром
7 июня 2022 года в Токио снова встретился с Нонито Донэйром. Донэр к этому времени победил Нордина Убали и завоевал титул WBC. Наоя одержал победу нокаутом во втором раунде над Нонито и объединил титулы WBC, WBA и IBF в легчайшем весе. Иноуэ сумел отправить Донэра в нокдаун на последних секундах первого раунда, а во втором раунде японский боксер вновь оказался лучше в обмене ударами. Он сумел несколько раз серьезно потрясти соперника и в итоге отправить его в еще один нокдаун, после которого рефери остановил поединок, не открывая счета. Вскоре после этого боя Иноуэ занял первое место в рейтинге лучших боксеров, вне зависимости от весовой категории.

#### Объединительный бой с Полом Батлером
13 декабря 2022 года на Ariake Arena, (Токио, Япония) в бою за звание абсолютного чемпиона в легчайшем весе встретился с обладателя пояса WBO британцем Полом Батлером и стал абсолютным чемпионом легчайшего веса (до 53,5 кг).
Батлер с первых секунд боя опасался ударной мощи фаворита, действуя от защиты на протяжении всего боя. Иноуэ полностью контролировал ход боя и в 11-м раунде отправил соперника в нокаут серией ударов в голову после пропущенного удара по корпусу, тем самым став первым с 1973 года абсолютным чемпионом мира в легчайшем весе. Вскоре после этого Наоя объявил о переходе в новую весовую категорию отказавшись от титулов.

### Второй легчайший вес

#### Чемпионский бой со Стивеном Фултоном
25 июля 2023 года в Токио на арене Ariake Arena в главном событии вечера Наоя Иноуэ отобрал титулы чемпиона мира по версиям WBC и WBO в новом для себя втором легчайшем весе (до 55,3 кг) у Стивена Фултона. Наоя покорил четвёртый весовой дивизион.
Иноуэ превосходил соперника в скорости и доминировал на ринге, выигрывая все раунды. Фултон долгое время демонстрировал характер и выдерживал все удары противника. Но в начале восьмого раунда американец оказался в нокдауне, а в середине судья остановил поединок после атакующего штурма японца, когда Фултон под градом ударов опустился на пол в углу ринга. Иноуэ стал вторым японским боксёром, ставшим чемпионом мира в четвертой весовой категории. После боя Иноуэ похвалил своего соперника за отличную защиту, отметив, что ранее у него не было таких умелых соперников и ему не приходилось так много работать тактически, поэтому бой с Фултоном стал для него хорошим опытом.

#### Объединительный бой с Марлоном Тапалесом
Супербой прошел 26 декабря 2023 года в Токио (Япония) на Ариакэ Арена и в ринге встретились чемпион WBC и WBO Наоя Иноэ и чемпион WBA и IBF Марлон Тапалес. Так же на кону стоял пояс вакантный пояс журнала The Ring.
Бой начался в неспешном темпе, оба боксера присматривались друг к другу. Начало боя осталось за Иноуэ благодаря большей активности. Тапалес в стартовых раундах действовал достаточно пассивно, перекрывшись за высоким блоком, изредка отстреливаясь одиночными контрударами. Начиная с третьего раунда, бой постепенно начал раскрываться. В 4 раунде Тапалес пропустил левый боковой, который заметно его потряс. Японец бросился на добивание, зажал противника возле канатов и под градом ударов Тапалес оказался в нокдауне в самой концовке раунда. В 5 раунде Иноуэ попытался добить филиппинца, но Марлон не просто выстоял, а принял бой на встречных курсах, отвечая ударом на удар и проводя успешные атаки. В дальнейшем бой проходил относительно конкурентно, где Иноуэ все же имел преимущество за счет ударной мощи, скорости и общего количества попаданий. У Тапалеса также были успешные моменты: хорошо работал джебом, периодически проходили апперкоты и левые прямые. В 10 раунде после комбинации японца «левый-правый» Тапалес отошел к канатам, упав на колени. Рефери начал отсчет, но увидев, что филиппинец не в состоянии подняться, дал отмашку об окончании боя. Таким образом, Иноуэ объединил все 4 основных пояса и стал абсолютным чемпионом во второй весовой категории подряд.

#### Бой с Луисом Нери
6 мая 2024 года в Токио (Япония) на культовой арене Tokyo Dome состоялась защита всех поясов во втором легчайшем весе (до 55,3 кг) против обязательного претендента, бывшего чемпиона в двух весах мексиканца Луиса Нери. Бой начался с неожиданной интриги — Нери коротким левым сумел отправить чемпиона в свой первый нокдаун. Чемпион смог восстановиться и выжить под натиском почувствовавшего кровь претендента. Второй раунд забирал уже Наоя который левым сбоку свалил Нери и начинал завладевать нитью боя. Последующие раунды чемпион забирал уверенно попадая чаще и даже иногда играя на публику. В пятом отрезке боя Нери снова на полу от бокового. В шестом тотальное преимущество чемпион превращает в ещё один нокдаун и рефери останавливает бой. Наоя Иноуэ первый раз защищает свои пояса от притязаний обязательного претендента.
Другими обязательными претендентами на пояса Иноуэ остаются: Сэм Гудман - обязательный претендент от WBO и IBF, а так же Муроджон Ахмадалиев от WBA.

#### Бой с Теренсом Дохени
3 сентября 2024 года в Токио провел успешную добровольную защиту титулов против ирландца Ти Джея Дохейни. Иноуэ начал с давления забирая пространство ринга себе. Претендент - левша отдает пространство ринга боксируя джебом. Начало боя за чемпионом который более расслаблен и создает моменты. Вторая трехминутка спокойная, оба бойца присматривались друг к другу и не форсировали события. В 3-й трехминутке Дохейни активизировался и начал работать сериями, но чемпион взял своё в 4-м и 5-м раунде увеличив активность. В 6-м давление от японца усилилось и он уже вёл бой по своему усмотрению. 7-й раунд начался с неожиданной травмы спины претендента. Он сигнализировал что не может продолжать бой. Рефери останавил поединок, зафиксировав победу ТКО 7 за Иноуэ.
В начале ноября стало известно, что Иноуэ подписал соглашение с Турки Аль аш-Шейхом для серии Riyadh Season.

#### Бой с Ё Джун Кимом
24 декабря в Токио должен был провести защиту титулов в поединке против обязательного претендента по линии WBO и IBF Сэма Гудмана (19-0, 8 КО), но за десять дней до боя Гудман получил рассечение и бой был перенесен на 24 января 2025 года. 15 декабря другой обязательный претендент по линии WBA Муроджон Ахмадалиев уверенно победил Рикардо Эспиносу и был повыше до звания временный чемпион WBA, что гарантировало ему следующий бой с Иноуэ. 11 января стало известно, что Гудман получил рецидив травмы и ему потребуется пластическая операция и реабилитация. Вместо австралийца на ринг вышел 11-й номер рейтинга WBO кореец Ё Джун Ким (21-2-2, 13 КО). Первый раунд был пассивен со стороны обоих боксеров, в нём не происходило значимых действий. Во втором раунде чемпион включился - поддавливал, комбинировал по этажам мощными ударами. В начале третьей трехминутки кореец не плохо попал, но Иноуэ с лихвой ответил на это парой эпизодов по корпусу. В 4-м раунде Ким пропустил вначале у канатов показывая всем видом, чтобы чемпион атаковал ещё. В следующей же атаке Иноуэ мощным правым нокаутировал корейского претендента. КО4.

#### Бой с Рамоном Карденасом
4 мая 2025 года вернулся в США после четырехлетнего перерыва для проведения защиты своих титулов в Лас-Вегасе против 29-летнего рейтингового (№1 WBA) американца Рамона Карденаса (26-1, 14 КО). Поединок стал возможен только после того, как команда временного чемпиона WBA Муроджона Ахмадалиева получила гарантии их будущего боя 14 сентября в Японии и согласилась уступить очередность. В первом раунде бойцы присматривались друг к другу, происходила разведка. Во втором раунде Карденас пошёл вперёд и в самом конце поймал чемпиона точным левым контрхуком, Наоя оказался в нокдауне, встал на счёт "7". Почти сразу прозвучал гонг. Чемпион с 4-го раунда вернул нить боя и завладел преимуществом. В 6-м Иноуэ имел возможность закончить бой потряся споерника, но не хватило времени. В 7-м раунде японец довёл дело до нокдауна мощными ударами справа, но продолжащего Карденаса спас гонг.  8-й раунд стал последним - рефери остановил бой после затяжной атаки чемпиона. ТКО8.

#### Бой с Мураджоном Ахамдалиевым
14 сентября 2025 года в Нагоя, (Япония) проведёт защиту титулов с обязательным претендентом от WBA Муроджоном Ахмадалиевуым  из Узбекистана.

## Статистика боёв
В таблице перечислены результаты всех поединков боксёров.
В каждой строке указан результат поединка. Дополнительно номер поединка обозначен цветом, который обозначает итог поединка. Расшифровка обозначений и цветов представлена в нижеследующей таблице.
| Пример | Расшифровка                     |
| ------ | ------------------------------- |
|        | Победа                          |
|        | Ничья                           |
|        | Поражение                       |
|        | Планируемый поединок            |
|        | Поединок признан несостоявшимся |
| КО     | Нокаут                          |
| ТКО    | Технический нокаут              |
| PTS    | Решение судей (по очкам)        |
| UD     | Единогласное решение судей      |
| MD     | Решение большинства судей       |
| SD     | Раздельное решение судей        |
| RTD    | Отказ от продолжения боя        |
| DQ     | Дисквалификация                 |
| NC     | Поединок признан несостоявшимся |

| 30 поединков, 30 побед (27 нокаутом).                              | 30 поединков, 30 побед (27 нокаутом). | 30 поединков, 30 побед (27 нокаутом). | 30 поединков, 30 побед (27 нокаутом). | 30 поединков, 30 побед (27 нокаутом).                    | 30 поединков, 30 побед (27 нокаутом). | 30 поединков, 30 побед (27 нокаутом). | 30 поединков, 30 побед (27 нокаутом). |
| Бой                                                                | Рекорд                                | Дата                                  | Соперник                              | Место проведения                                         | Результат                             | Примечание |                                       |
| ------------------------------------------------------------------ | ------------------------------------- | ------------------------------------- | ------------------------------------- | -------------------------------------------------------- | ------------------------------------- | --- | ------------------------------------- |
| 31                                                                 |                                       | 14 сентября 2025                      | Муроджон Ахмадалиев (14-1)            | IG Arena, Нагоя, Япония                                  | (12)                                  | Бой за звание абсолютного чемпиона мира по версиям WBC, WBO (6-я защита Иноуэ), WBA, IBF, The Ring (5-я защита Иноуэ) во 2-м легчайшем весе.                                                                                                |                                       |
| 30                                                                 | 30-0                                  | 4 мая 2025                            | Рамон Карденас (26-1)                 | T-Mobile Arena, Лас-Вегас, США                           | ТКО 8 (12), 0:45                      | Бой за звание абсолютного чемпиона мира по версиям WBC, WBO (5-я защита Иноуэ), WBA, IBF, The Ring (4-я защита Иноуэ) во 2-м легчайшем весе. Иноуэ в нокдауне в 2-м раунде. Карденас в нокдауне в 7-м раунде.                               |                                       |
| 29                                                                 | 29-0                                  | 24 января 2025                        | Ё Джун Ким (21-2-2)                   | Ariake Arena, Токио, Япония                              | ТКО 4 (12), 2:25                      | Бой за звание абсолютного чемпиона мира по версиям WBC, WBO (4-я защита Иноуэ), WBA, IBF, The Ring (3-я защита Иноуэ) во 2-м легчайшем весе.                                                                                                |                                       |
| 28                                                                 | 28-0                                  | 3 сентября 2024                       | Теренс Дохени (26-4)                  | Ariake Arena, Токио, Япония                              | ТКО 7 (12), 0:11                      | Бой за звание абсолютного чемпиона мира по версиям WBC, WBO (3-я защита Иноуэ), WBA, IBF, The Ring (2-я защита Иноуэ) во 2-м легчайшем весе.                                                                                                |                                       |
| 27                                                                 | 27-0                                  | 6 мая 2024                            | Луис Нери (35-1)                      | Токио Дом, Токио, Япония                                 | ТКО 6 (12), 1:22                      | Бой за звание абсолютного чемпиона мира по версиям WBC (2-я защита Иноуэ), WBO (2-я защита Иноуэ), WBA (1-я защита Иноуэ), IBF (1-я защита Иноуэ), The Ring (1-я защита Иноуэ) во втором легчайшем весе.                                    |                                       |
| 26                                                                 | 26-0                                  | 26 декабря 2023                       | Марлон Тапалес (37-3)                 | Ариакэ Арена, Токио, Япония                              | KO 10 (12), 1:02                      | Бой за звание абсолютного чемпиона мира по версиям WBC (1-я защита Иноуэ), WBO (1-я защита Иноуэ), WBA (1-я защита Тапалеса), IBF (1-я защита Тапалеса), а также вакантный титул чемпиона мира по версии The Ring во втором легчайшем весе. |                                       |
| 25                                                                 | 25-0                                  | 25 июля 2023                          | Стивен Фултон (21-0)                  | Ариакэ Арена, Токио, Япония                              | TKO 8 (12), 1:14                      | Бой за титулы чемпиона мира по версиям WBC (2-я защита Фултона), WBO (3-я защита Фултона) во втором легчайшем весе. |                                       |
| Перешёл во второй легчайший вес — до 55,225 кг (до 122 фунтов).    |                                       |                                       |                                       |                                                          |                                       | |                                       |
| 24                                                                 | 24-0                                  | 13 декабря 2022                       | Пол Батлер (34-2)                     | Ариакэ Арена, Токио, Япония                              | KO 11 (12), 1:09                      | Бой за звание абсолютного чемпиона мира по версиям WBA-Super (4-я защита Иноуэ), IBF (5-я защита Иноуэ), The Ring (5-я защита Иноуэ) и WBC (1-я защита Иноуэ), WBO (1-я защита Батлера) в легчайшем весе.                                   |                                       |
| 23                                                                 | 23-0                                  | 7 июня 2022                           | Нонито Донэйр (2) (42-6)              | Сайтама Супер Арена, Сайтама, Япония                     | TKO 2 (12), 1:24                      | Бой за звание чемпиона мира по версиям WBA-Super (4-я защита Иноуэ), IBF (5-я защита Иноуэ), The Ring (5-я защита Иноуэ) и WBC (2-я защита Нонито) в легчайшем весе.                                                                        |                                       |
| 22                                                                 | 22-0                                  | 14 декабря 2021                       | Аран Дипаен (12-2)                    | Рёгоку Кокугикан, Сумида, Токио, Япония                  | TKO 8 (12), 2:34                      | Чемпион мира в легчайшем весе по версиям WBA (super) (3-я защита Иноуэ), IBF (4-я защита Иноуэ) и The Ring (4-я защита Иноуэ). |                                       |
| 21                                                                 | 21-0                                  | 19 июня 2021                          | Майкл Дасмаринас (30-2-1)             | Virgin Hotels Las Vegas, Парадайс, Невада, США           | KO 3 (12), 2:45                       | Чемпион мира в легчайшем весе по версиям WBA (super) (2-я защита Иноуэ), IBF (3-я защита Иноуэ) и The Ring (3-я защита Иноуэ). |                                       |
| 20                                                                 | 20-0                                  | 31 октября 2020                       | Джейсон Молони (21-1)                 | The Bubble, MGM Grand, Лас-Вегас, Невада, США            | TKO 7 (12), 2:59                      | Чемпион мира в легчайшем весе по версиям WBA (super) (1-я защита Иноуэ), IBF (2-я защита Иноуэ) и The Ring (2-я защита Иноуэ). |                                       |
| 19                                                                 | 19-0                                  | 7 ноября 2019                         | Нонито Донэйр (40-5)                  | Сайтама Супер Арена, Сайтама, префектура Сайтама, Япония | UD 12                                 | Чемпион мира в легчайшем весе по версиям WBA (super) (2-я защита Донэра), IBF (1-я защита Иноуэ) и The Ring (1-я защита Иноуэ). Финал WBSS 2. Счёт: 116-111, 114-113, 117-109.                                                              |                                       |
| 18                                                                 | 18-0                                  | 18 мая 2019                           | Эммануэль Родригес (19-0)             | SSE Hydro, Глазго, Шотландия, Великобритания             | TKO 2 (12), 1:20                      | Объединительный бой за титул регулярного чемпиона мира по версиям WBA (2-я защита Иноуэ) и IBF (2-я защита Родригеса) в легчайшем весе. Вакантный титул The Ring в легчайшем весе. Полуфинал WBSS 2.                                        |                                       |
| 17                                                                 | 17-0                                  | 7 октября 2018                        | Хуан Карлос Пайано (20-1)             | Yokohama Arena, Иокогама, Япония                         | TKO 1 (12), 1:10                      | Защитил титул регулярного чемпиона мира по версии WBA (1-я защита Иноуэ) в легчайшем весе. Четвертьфинал WBSS 2. |                                       |
| 16                                                                 | 16-0                                  | 25 мая 2018                           | Джейми Макдоннелл (29-2-1)            | Ota-City General Gymnasium, Токио, Япония                | TKO 1 (12), 1:52                      | Завоевал титул регулярного чемпиона мира по версии WBA (7-я защита Макдоннелла) в легчайшем весе. |                                       |
| Перешёл в легчайший вес — до 53,525 кг (до 118 фунтов).            |                                       |                                       |                                       |                                                          |                                       | |                                       |
| 15                                                                 | 15-0                                  | 30 декабря 2017                       | Йоанн Бойо (41-4)                     | Bunka Gym, Иокогама, Канагава, Япония                    | TKO 3 (12), 1:40                      | Чемпион мира во 2-м наилегчайшем весе по версии WBO (7-я защита Иноуэ). Счёт судей: 20-17, 20-17, 20-17. |                                       |
| 14                                                                 | 14-0                                  | 9 сентября 2017                       | Антонио Ниевес (17-1-2)               | Стабхаб Сентер, Карсон, Калифорния, США                  | RTD 6 (12), 3:00                      | Чемпион мира во 2-м наилегчайшем весе по версии WBO (6-я защита Иноуэ). Ниевес в нокдауне в 5-м раунде. Счёт судей: 60-53, 60-53, 60-53. |                                       |
| 13                                                                 | 13-0                                  | 21 мая 2017                           | Рикардо Родригес (16-3)               | Ariake Colosseum, Токио, Япония                          | KO 3 (12), 1:08                       | Чемпион мира во 2-м наилегчайшем весе по версии WBO (5-я защита Иноуэ). Счёт судей: 20-18, 20-18, 20-18. |                                       |
| 12                                                                 | 12-0                                  | 30 декабря 2016                       | Кохэй Коно (32-9-1)                   | Ariake Colosseum, Токио, Япония                          | TKO 6 (12), 1:01                      | Чемпион мира во 2-м наилегчайшем весе по версии WBO (4-я защита Иноуэ). Счёт судей: 49-46, 50-45, 50-45. |                                       |
| 11                                                                 | 11-0                                  | 4 сентября 2016                       | Карун Йарупианлерд (38-7-1)           | Sky Arena, Дзама, Канагава, Япония                       | KO 10 (12), 3:03                      | Чемпион мира во 2-м наилегчайшем весе по версии WBO (3-я защита Иноуэ). Счёт судей: 90-81, 88-83, 90-81. |                                       |
| 10                                                                 | 10-0                                  | 8 мая 2016                            | Давид Кармона (20-2-5)                | Ariake Colosseum, Токио, Япония                          | UD 12                                 | Чемпион мира во 2-м наилегчайшем весе по версии WBO (2-я защита Иноуэ). Счёт судей: 116-111 и 118-109 (дважды). |                                       |
| 9                                                                  | 9-0                                   | 29 декабря 2015                       | Варлито Парренас (24-6-1)             | Ariake Colosseum, Токио, Япония                          | TKO 2 (12), 1:20                      | Чемпион мира во 2-м наилегчайшем весе по версии WBO (1-я защита Иноуэ). Счёт судей: 10-9, 10-9, 10-9. |                                       |
| 8                                                                  | 8-0                                   | 30 декабря 2014                       | Омар Нарваэс (43-1-2)                 | Токийский дворец спорта, Токио, Япония                   | KO 2 (12), 3:01                       | Чемпион мира во 2-м наилегчайшем весе по версии WBO (12-я защита Нарваэса). Счёт судей: 10-7, 10-8, 10-7. |                                       |
| Перешёл во второй наилегчайший вес — до 52,163 кг (до 115 фунтов). |                                       |                                       |                                       |                                                          |                                       | |                                       |
| 7                                                                  | 7-0                                   | 5 сентября 2014                       | Самартлек Кокитджим (17-4)            | Yoyogi #2 Gymnasium, Токио, Япония                       | TKO 11 (12), 1:08                     | Чемпион мира в 1-м наилегчайшем весе по версии WBC (1-я защита Иноуэ). Кокитджим в нокдауне в 4-м и 6-м раундах. Счёт судей: 100-87, 100-88, 100-88.                                                                                        |                                       |
| 6                                                                  | 6-0                                   | 6 апреля 2014                         | Адриан Эрнандес (29-2-1)              | Ota-City General Gymnasium, Токио, Япония                | TKO 6 (12), 2:54                      | Чемпион мира в 1-м наилегчайшем весе по версии WBC (5-я защита Эрнандеса). Счёт судей: 50-45 (трижды). |                                       |
| 5                                                                  | 5-0                                   | 6 декабря 2013                        | Джерсон Мансио (18-3-3)               | Рёгоку Кокугикан, Токио, Япония                          | TKO 5 (12), 2:51                      | Вакантный титул OPBF в 1-м наилегчайшем весе. Счёт судей: 40-35 (трижды). |                                       |
| 4                                                                  | 4-0                                   | 25 августа 2013                       | Рёити Тагути (18-1-1)                 | Sky Arena, Дзама, Канагава, Япония                       | UD 10                                 | Чемпион Японии в 1-м наилегчайшем весе (1-я защита Тагути). Счёт судей: 97-94, 98-93, 98-92. |                                       |
| 3                                                                  | 3-0                                   | 16 апреля 2013                        | Юки Сано (17-2-4)                     | Коракуэн, Токио, Япония                                  | TKO 10 (10), 1:09                     | Счёт судей: 90-79 (трижды). |                                       |
| 2                                                                  | 2-0                                   | 5 января 2013                         | Нгаопраян Чуватана (9-10)             | Коракуэн, Токио, Япония                                  | KO 1 (8), 1:50                        | |                                       |
| 1                                                                  | 1-0                                   | 2 октября 2012                        | Крисон Омаяо (16-4-1)                 | Коракуэн, Токио, Япония                                  | KO 4 (8), 2:04                        | |                                       |
| Бои во первом наилегчайший весе — до 48,988 кг (до 108 фунтов).    |                                       |                                       |                                       |                                                          |                                       | |                                       |
| Бой                                                                | Рекорд                                | Дата                                  | Соперник                              | Место проведения                                         | Результат                             | Примечание |                                       |

## Достижения
- Первый и единственный японский боксёр, становившийся лучшим боксёром вне зависимости от весовой категории по версии журнала Ринг.
- Первый и единственный японский боксёр, становившийся боксёром года по версии журнала Ринг. Также второй «Боксёр года» из Азии (после Мэнни Пакьяо).
- Первый и единственный боксёр, ставший абсолютным чемпионом во втором легчайшем весе.
- Первый и единственный японский боксёр, становившийся абсолютным чемпионом мира по версии 4 основных боксёрских организаций.
- Второй в истории боксёр, завладевший 4 основными титулами в двух весовых категориях (после Теренса Кроуфорда).
- Мировой рекорд — стал чемпионом мира в двух весах в восьмом поединке[3] (в июне 2016 года украинец Василий Ломаченко побил этот рекорд, став чемпионом за 7 боёв)[4].
- Второй японский боксер (после Кадзуто Иока), ставший чемпионом мира в четырёх весовых категориях.